# IFMIN
Die Integrierte Fernmeldeinfrastruktur (IFMIN) war ein eigenständiges digitales Kommunikationsnetzwerk in Österreichs Bundesheer.
Mit der Einführung von IFMIN für den ortsfesten und verlegbaren Bereich im Österreichischen Bundesheer (ÖBH) in den 1990er-Jahren war ein leistungsfähiges und automatisiertes Sprachübertragungssystem mit besonderen Leistungsmerkmalen für militärische Funktionsträger verfügbar.
IFMIN verfügte über eine redundante Knotenstruktur und war bundesweit verfügbar. Über die Soldaten-Freeline unter 0800/202089 konnte jede IFMIN-Sprechstelle auch von außerhalb des Netzwerks erreicht werden. Die zentralen Server befanden sich in St. Johann im Pongau in der Einsatzzentrale Basisraum.
Es verfügte über eine automatische Verschlüsselung des gesamten Datenverkehrs. Verschiedene Kommunikationsdienste wie Telefonie oder Datendienste wurden über dieses Netzwerk serviciert.
Im Zuge der technischen Weiterentwicklung wurden folgende Maßnahmen umgesetzt:
- Steigerung der Kapazität der Informationsübertragung durch Erneuerung des Richtfunkes von 512 kbps auf 8 Mbps (Erhöhung um das 16-fache) mit Upgrade-Möglichkeit auf 34 Mbps
- Herstellen der Fähigkeit zur Datenvermittlung (Routing) analog dem ortsfesten Fernmeldesystem durch Ergänzung um kommerzielle Router
- Einführung einer LAN-Box mit einem Verteilungs- und Anschlusssystem für Datenteilnehmer
- Sicherstellen der Verkabelung für hohe Datenraten und implementieren von feldtauglichen Lichtwellenleitern (LWL)
- Verbesserung der Erreichbarkeit aus dem öffentlichen Netz durch Übergänge mittels Mobiltelefonanschaltungen
- Einführung der Integrated Services Digital Network-(ISDN-)Schnittstelle als Übergang in die zivile Technologiewelt und damit die Kommunikation mit öffentlichen Netzen für Sprache und Daten

 Ablöse
Im Jahr 2011 begann die Planung zur Ablöse des Systems IFMIN durch ein neues verlegbares Fernmeldesystems unter der Vorhabensbezeichnung FTCN (Future Tactical Communication Network), da das Ende des technischen Lebensalters fast aller Komponenten mit Beginn 2019 erreicht war.
Ende 2023 wurde nach 30 Jahren Nutzung die Integrierte Fernmeldeinfrastruktur (IFMIN) außer Betrieb genommen.